# Elisabet (pel·lícula)
Elisabet (títol original en anglès: Elizabeth) és una pel·lícula de 1998, guanyadora d'un Oscar i basada en els primers anys del regnat d'Elisabet I d'Anglaterra. Va ser escrita per Michael Hirst i dirigida per Shekhar Kapur. Els seus principals protagonistes són: Cate Blanchett, Geoffrey Rush, Joseph Fiennes i Richard Attenborough. Encara que entre la resta d'actors secundaris actualment també n'hi ha alguns de coneguts. Així, cal destacar les intervencions de: Lily Allen, amb 12 anys, com una dama de companyia; la llegenda del Manchester United, el futbolista Eric Cantona, fent d'ambaixador francès; i el que després encarnaria a James Bond, Daniel Craig, representant a un membre del Vaticà. Cal mencionar, a més, que aquesta va ser l'última interpretació de l'aclamat actor britànic John Gielgud. Ha estat doblada al català.
La seva estrena mundial va tenir lloc el 8 de setembre de 1998 al Festival Internacional de Cinema de Venècia després de només 45 dies de rodatge. A partir d'aquest moment, es va anar mostrant en els diversos festivals que es van celebrar aquella tardor, com el de Toronto, aconseguint crítiques molt favorables. Amb aquestes bones referències, la seva estrena en els cinemes es va convertir en un èxit complet arribant a obtenir uns ingressos totals de 82 milions de dòlars i sorprenent als seus propis productors.
La seva seqüela, Elizabeth: l'edat d'or, va ser filmada 10 anys més tard, el 2007.

## Argument
Any 1558: La reina d'Anglaterra, Maria, fervent defensora de la religió catòlica, mor deixant el tron a la seva germana paterna, Elisabet, educada en el protestantisme. La pel·lícula mostra com Elisabet, ara reina, és perseguida per diversos pretendents, com el mateix duc d'Anjou, el futur rei Enric III de França, i animada a casar-se per tal d'assegurar la seva posició. Mentrestant, però, té una aventura secreta amb l'amor de la seva vida, Robert Dudley, 1r comte de Leicester. Una aventura que, malgrat els desitjos d'Elisabet, no es manté tan en secret com ella voldria, ja que William Cecil, el 1r baró de Burghley, basant-se en la idea que un monarca no pot tenir vida privada, és informat en tot moment de la seva relació.
Al mateix temps, Elisabet ha de legitimar-se en el poder fent front a les diverses conspiracions i traïcions contra la seva figura, entre les quals s'inclouen la del duc de Norfolk, un noble catòlic a la cort anglesa que busca la seva mort, i la de Maria de Guisa, qui s'alia amb França per atacar les forces angleses. Al final de la pel·lícula, el duc és executat per traïció i Maria assassinada pel conseller de la reina, Francis Walsingham.

Cate Blanchett interpretant la reina Elisabet.

En aquest context és quan Elisabet descobreix que Dudley l'ha utilitzada. Tal com es detalla a la seva seqüela, aquesta decepció va ser la causa del seu canvi de comportament. Considerant que una relació amb un home li donava a aquest molt de poder sobre ella, Elisabet va decidir negar-se qualsevol tipus d'affaire i dedicar-se plenament a la seva nació. La dolça i romàntica noia que surt al principi de la pel·lícula es converteix, doncs, en una rígida i intimidadora monarca. Una reina que va governar i va arribar a dominar els homes que estaven al seu voltant, capaç d'enfrontar-se a un Parlament descontent amb les seves reformes polítiques i d'ordenar l'execució dels enemics de la Corona. Una transformació que es presenta com el tema central de la història.
La pel·lícula acaba amb Elisabet assumint la imatge de Reina Verge i marcant així l'inici de l'edat d'or d'Anglaterra.

## Precisió històrica
El guió es pren diverses llibertats històriques. Entre elles:
- El vertader Robert Dudley no la va trair sinó que es va mantenir fidel a Elisabet fins a la seva mort.
- De manera semblant, la pel·lícula dona a entendre que Dudley es va convertir al catolicisme quan, en la pràctica, era un protestant incondicional (d'aquell estil que més tard s'anomenaria purità). Per tant, la seva conversió era impossible.
- Ashley Kat està retratada com si tingués la mateixa edat que Elisabet quan, de fet, era força més gran i va arribar a ser la seva institutriu.
- En la pel·lícula, Elisabet sap per William Cecil que Dudley s'ha casat, fet pel qual ella se sent traïda. En realitat, però, Elisabet va estar informada en tot moment del seu casament amb la seva primera dona, Amy Robsart. El casament del qual no va tenir constància va ser del de Dudley amb la seva segona dona, la seva cosina, Lettice Knollys; Hi ha rumors que apunten a la possibilitat que s'enfurismés amb ells quan va descobrir la veritat. Malgrat tot, aquest esdeveniment va tenir lloc anys després de l'època que es reflecteix en la pel·lícula.
- Segons la pel·lícula, Elisabet va ser pretesa pel duc d'Anjou. No obstant això, els dos no van tenir mai aquest tipus de relació en la vida real, ja que la vertadera proposta de casament va venir de part del germà més jove del monarca, Francesc d'Anjou. Aquest, fins i tot, va viatjar a Anglaterra per fer que la proposta esdevingués un projecte seriós. El casament, evidentment, mai es va arribar a realitzar. Però, tampoc cap dels dos, ni l'Enric ni en Francesc, van anar a Escòcia a trobar-se amb Maria de Guisa, que va morir alguns anys abans que aquesta proposta es confirmés.
- Al contrari del que es mostra a la pel·lícula, William Cecil no era un home d'edat avançada quan Elisabet va començar a regnar. De fet, ni tan sols superava els 40 anys. Ni tampoc va ser acomiadat per la jove reina. Es va mantenir com un dels seus consellers més lleials fins a la seva mort, poc temps abans que la d'ella. En el mateix sentit, Francis Walsingham només tenia una vintena d'anys quan Elisabet va ser coronada i, per tant, no podia ser l'home de mitjana edat que escenifica Geoffrey Rush.
- La conspiració cinematogràfica del duc de Norfolk compacta diversos esdeveniments en un de sol. En la pel·lícula, el duc és arrestat i sentenciat a mort per l'intent de desbancar Elisabet i casar-se amb Maria, reina dels Escocesos, per reforçar la seva pretensió al tron. Històricament però, Norfolk va ser empresonat el 1569 per intentar casar-se amb Maria sense el permís reial (encara que finalment va ser alliberat). Va ser més tard, el 1572, quan es va veure involucrat en un pla completament diferent, dirigit a col·locar a Maria d'Escòcia al tron, fet pel qual va ser jutjat i executat.
- No existeix cap prova per afirmar que Francis Walsingham estava implicat en la mort de Maria de Guisa (va morir d'un edema). A més, la seva mort va tenir lloc durant el primer any del regnat d'Elisabet mentre que molts altres esdeveniments de la pel·lícula van passar més tard.
- Tal com s'emfatitza en les escenes de la pel·lícula, el personatge d'Elisabet té els ulls blaus, ja que aquests són els ulls naturals de Cate Blanchett i degut a certa sensibilitat visual no va poder utilitzar lentilles de color. No obstant això, de tots és conegut que la vertadera reina Elisabet va heretar els ulls de color ambre de la seva mare, Anna Bolena, i el brillant cabell pèl-roig del seu pare, Enric VIII.
- El govern espanyol, finançat pels recursos rebuts del Nou Món, comptava amb un ampli nombre d'espies dins la cort d'Elisabet. El seu objectiu era descobrir qualsevol evidència sobre la vida sexual i amorosa de la Reina. El fracàs de la seva missió indica que la virginitat d'Elisabet és un dels fets més provats de la història.
- El bisbe Stephen Gardiner va morir abans que Elisabet ocupés el tron. Per tant, no va poder tenir cap mena de paper en la conspiració per assassinar la reina.

## Repartiment
| Intèrpret             | Personatge                             | Veu en català   |
| --------------------- | -------------------------------------- | --------------- |
| Cate Blanchett        | Elisabet I d'Anglaterra                | Alicia Laorden  |
| Geoffrey Rush         | sir Francis Walsingham                 | Jaume Comas     |
| Joseph Fiennes        | comte Robert Dudley                    | Marc Zanni      |
| Christopher Eccleston | Thomas Howard, 4t duc de Norfolk       | Alfonso Vallés  |
| Richard Attenborough  | sir William Cecil, 1r baró de Burghley | Desconegut      |
| Fanny Ardant          | Maria de Guisa                         | Montse Puga     |
| Vincent Cassel        | Enric, duc d'Anjou                     | Eduard Itchart  |
| Kathy Burke           | Maria I d'Anglaterra                   | Glòria Gonzàlez |
| Terence Rigby         | bisbe Gardiner                         | Ramon Puig      |
| James Frain           | ambaixador Álvaro de la Quadra         | Eduard Elias    |
| Jamie Foreman         | comte de Sussex                        | Ignasi Abadal   |
| Edward Hardwicke      | Henry FitzAlan, Comte d'Arundel        | José Antequera  |
| Emily Mortimer        | Kat Ashley                             | Eva Lluch       |
| Eric Cantona          | senyor de Foix                         | Ramon Canals    |
| John Gielgud          | papa Pius V                            |                 |
| Daniel Craig          | John Ballard                           | Desconegut      |

## Premis
De tots ells, els més destacats són els següents:
Oscar
- Guanyadora:
  - Millor maquillatge (Jenny Shircore)[5]
- Nominada:[6]
  - Millor pel·lícula
  - Millor actriu (Cate Blanchett)[7]
  - Millor fotografia (Remi Adefarasin)
  - Millor banda sonora (David Hirschfelder)
  - Millor vestuari (Alexandra Byrne)
  - Millor direcció artística

Globus d'Or
- Guanyadora:
  - Millor actriu dramàtica (Cate Blanchett)[8][9]
- Nominada: 
  - Millor pel·lícula dramàtica[8]
  - Millor director (Shekhar Kapur)

BAFTA
- Guanyadora:[10]
  - Millor pel·lícula britànica
  - Millor actriu (Cate Blanchett)[11]
  - Millor actor secundari (Geoffrey Rush)
  - Millor fotografia (Remi Adefarasin)
  - Millor música (David Hirschfelder)
  - Millor maquillatge i perruqueria (Jenny Shircore)
- Nominada: 
  - Millor pel·lícula
  - Millor guió original (Michael Hirst)
  - Millor vestuari (Alexandra Byrne)
  - Millor muntatge (Jill Bilcock)
  - Millor disseny de producció